# Mary Cowper
Mary Countess Cowper (geb. Mary Clavering) (* 1685; † 5. Februar 1724) war eine englische Hofdame und Tagebuchschreiberin. Sie war die zweite Frau des Lordkanzlers William Cowper, 1. Earl Cowper.